# برنج مصنوعی
برنج مصنوعی محصولی دانه‌ای است که از نظر شکل شبیه به محصول گیاه برنج تهیه می‌شود. این محصول غالباً از برنج نیم‌دانه تهیه شده و گاهی غلات دیگری هم به آن افزوده می‌گردد. در ترکیبات این نوع محصول غالباً از ریزمغذی‌هایی شامل مواد معدنی مثل آهن، روی، ویتامین‌های مختلف نظیر ویتامین آ و ب استفاده می‌شود.

## شیوهٔ ساخت
برای ساخت این نوع محصول از دستگاه‌هایی استفاده می‌شود که توان تبدیل مواد ورودی به دانه‌های شبیه به برنج را دارند. پیش از این راه‌هایی که برای مغذی‌سازی برنج به کار رفته، اشکالات زیادی داشته‌اند. اضافه کردن ریزمغذی‌ها به دانه، کار ساده‌ای نیست چون این مواد به درستی به سطح دانه نمی‌چسبند و شیوه‌های سنتی پخت که شامل شستن و خشک کردن برنج می‌باشد، باعث می‌شود بسیاری از مواد مغذی توسط آب از روی دانهٔ خوراکی پاک شوند.
این در حالی است که با استفاده از روش اکستروژن گرم، ترکیبی از خمیر برنج و ریزمغذی‌ها به محصولی تبدیل می‌شوند که به برنج شباهت زیادی دارد. در نتیجه، ویتامین‌ها و مواد معدنی جزئی از محصول نهایی شده و نمی‌توان آنها را با شستن یا پختن از محصول جدا کرد.

## نوتریرایس
نوتریرایس (NutriRice) نوعی برنج مغذی‌شده‌است. فرایند نوتریرایس راهی برای مغذی‌سازی برنج با استفاده از فناوری اکستروژن گرم است که مشکل گرسنگی پنهان را حل می‌کند. با استفاده از این فناوری می‌توان ویتامین‌هایی نظیر ویتامین آ و گروه ویتامین ب و مواد معدنی نظیر آهن و روی را در محصول نهایی به‌طور مؤثر گنجاند.

### دبیرستان داندلیون
دبیرستان داندلیون در پکن میزبان کودکان حدود ۶۰۰ خانوادهٔ مهاجر است. برخی از این کودکان، به‌طور شبانه‌روزی در مدرسه حضور دارند. در سال ۲۰۰۸ طی یک طرح آزمایشی به مدت ۸ ماه به همهٔ دانش‌آموزان این مدرسه محصول نوتریرایس داده شد. در پایان این دوره، اثرات سوءهاضمه در میان این دانش‌آموزان ۵۰٪ کمتر شد و به همین دلیل سطح تغذیهٔ عمومی این دانش‌آموزان به میانگین مدارس شهری رسید.

## اولترا رایس
برنامهٔ فناوری مناسب در بهداشت (PATH) عنوان سازمانی ناسودبر و بین‌المللی است که در سیاتل مستقر است. این سازمان به منظور کاهش اثرات سوءهاضمه بر مردمی که در کشورهای کم‌برخوردار ساکن هستند اقدام به تولید برنج مصنوعی با مواد مغذی افزودنی به نام اولترارایس (Ultra Rice) کرد.

### شیوهٔ ساخت
اولترارایس در طول بیست سال کار توسط دکتر جیمز پ. کاکس و همسرش جین، هنگامی که در کانادا زندگی می‌کردند توسعه داده شد.
ایدهٔ جیم و جین این بود که بتوانند از برنج‌های نیم‌دانه محصولی مغذی تولید کنند که بتوان با آن به جنگ گرسنگی در دنیا رفت. نخستین شرط آنها این بود که دانهٔ مغذی تولید شده باید به شکلی باشد که توسط مردمان بومی به عنوان دانهٔ عادی پذیرفته شود. دوم اینکه تهیهٔ غذا توسط آن آسان باشد و بتوان با ساده‌ترین اجاق‌های ممکن به مدت کمتر از پنج دقیقه آن را تهیه کرد. در طول فرایند پخت هیچ‌کدام از مواد مغذی نباید از دست می‌رفتند. برنج تولیدشده باید توسط پروتئین مغذی‌سازی می‌شد و دارای ویتامین‌های آ و د می‌بود.
در نهایت فرآیندی که دکتر کاکس و همسرش به آن رسیدند گرانتر از محصول نهایی برنج تمام شد و بالاخره آنها مجبور شدند پتنت خود را به سازمان PATH منتقل کنند.
اولترارایس برای نخستین بار در سال ۲۰۰۵ به بازار عرضه شد.
دانه‌های تولیدشده از لحاظ اندازه، شکل و رنگ، شبیه به دانه‌های برنج سفید هستند اما در واقع این دانه‌ها از آرد برنج به همراه مواد مغذی و عناصری که مواد مغذی را نگه می‌دارند تشکیل شده‌است.

### کاربرد
بسیاری از انواع محصولات اولترا رایس به شکلی طراحی شده‌اند که بتوان آن را به نسبت ۱:۱۰۰ در برنج سفید ترکیب کرد.
این محصول در ابتدا در برزیل، کلمبیا و هند مورد استفاده قرار گرفت اما بعداً با مشارکت World Vision به بسیاری از مناطق در حال توسعه فرستاده شد.

## دانه‌های دیگر

### برنج ذرت
در کره شمالی نوعی «برنج ذرت» به نام اوکسال (옥쌀) یا گانگناگسال (강낭쌀) از ذرت تولید شد. این محصول در فیلیپین هم استفاده می‌شود چون مردم محلی آن را ارزانتر از برنج سفید تهیه می‌کنند.

### برنج کون‌نیاکو
برنج کون‌نیاکو برای استفاده در رژیم‌های غذایی کم‌کالری ساخته شده‌است.
سلامت غذایی برنج نیم دانه پلاستیکی اما  در دسامبر ۲۰۱۶ رسانه‌ها خبر از توقیف ۲٫۵ تن برنج پلاستیکی در نیجریه دادند اما چند هفته بعد و پس از انجام آزمایش، سخنگوی وزارت بهداشت نیجریه اعلام کرد که این محصول همهٔ خواص برنج را دارد و هیچ اثری از پلاستیک در آن وجود ندارد و هیچ مدرکی دال بر وجود برنج پلاستیکی در کشور در دست نیست. کمی بعد آژانس ملی مدیریت و کنترل غذا و دارو اعلام کرد که برنج‌های توقیفی به نوعی از باکتری آلوده بوده‌اند. گزارش‌هایی دربارهٔ وجود برنج تقلبی در فیلیپین هم به شبکه‌های مجازی درز کرده‌است. در سال ۲۰۱۷ شایعاتی پیرامون وجود برنج پلاستیکی در گامبیا و غنا منتشر شد اما هیچ‌کدام از آنها تأیید نشدند. ادارهٔ غذا و داروی غنا تحقیقی در این مورد انجام داد و متوجه شد که نمونه‌های ارسالی که ادعا می‌شد برنح تقلبی هستند، واقعیت ندارند.
وبسایت اسنوپس که دربارهٔ اسطوره‌ها و شایعات محلی راستی‌آزمایی می‌کند، در گزارشی به این نتیجه رسید که ادعاها در خصوص برنج پلاستیکی حقه‌بازی هستند یا هیچ‌کدام به اثبات نرسیده‌اند. دانه‌های برنج پلاستیکی را پس از پخت به سادگی می‌توان تشخیص داد و تولید آنها احتمالاً گرانتر از برنج واقعی تمام می‌شود. از جمله دلایلی که در این وبسایت برای بروز چنین شایعاتی مطرح شده، حمایت‌گرایی از محصولات داخلی و ایجاد عدم اعتماد به محصولات خارجی است. شایعه‌پراکنان از ویدئوهای تقلبی برای حمایت از محصولات برنج داخلی استفاده می‌کنند.